# Ruhotina
Ruhotina su naseljeno mjesto u sastavu Grada Bijeljine, Republika Srpska, BiH.

## Stanovništvo
| Ruhotina           |              |
| godina popisa      | 1991.        |
| Srbi               | 394 (88,34%) |
| Muslimani          | 0            |
| Hrvati             | 0            |
| Jugoslaveni        | 14 (3,13%)   |
| ostali i nepoznato | 38 (8,52%)   |
| ukupno             | 446          |